# كأس صربيا 2012–13
كأس صربيا 2012–13 (بالصربية: Куп Србије у фудбалу 2012/13.)‏ هو الموسم 7 من كأس صربيا. أقيم خلال الفترة 5 سبتمبر 2012 وحتى 8 مايو 2013، وأشرف على تنظيمه اتحاد صربيا لكرة القدم، وكان عدد الأندية المشاركة فيه 39، وفاز فيه نادي ياغودينا.